# 艾窝窝
艾窝窝是北京的一种传统清真甜点小吃。

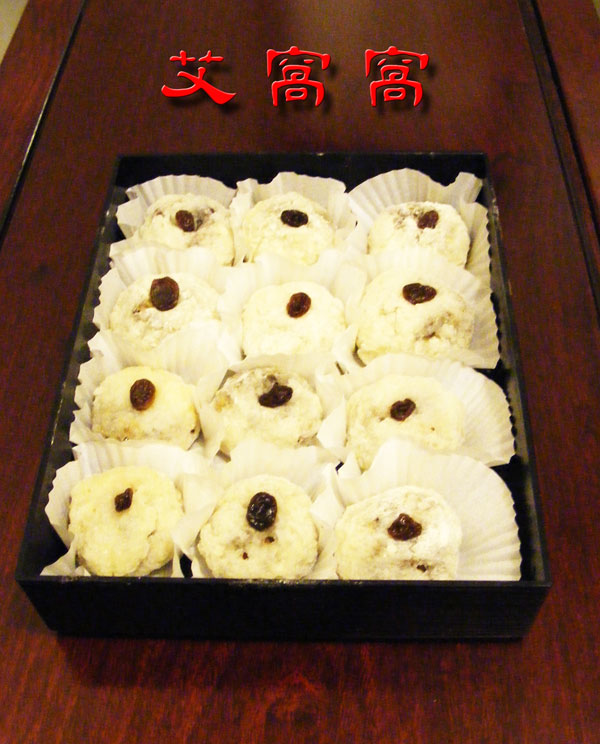
老北京小食 - 艾窩窩

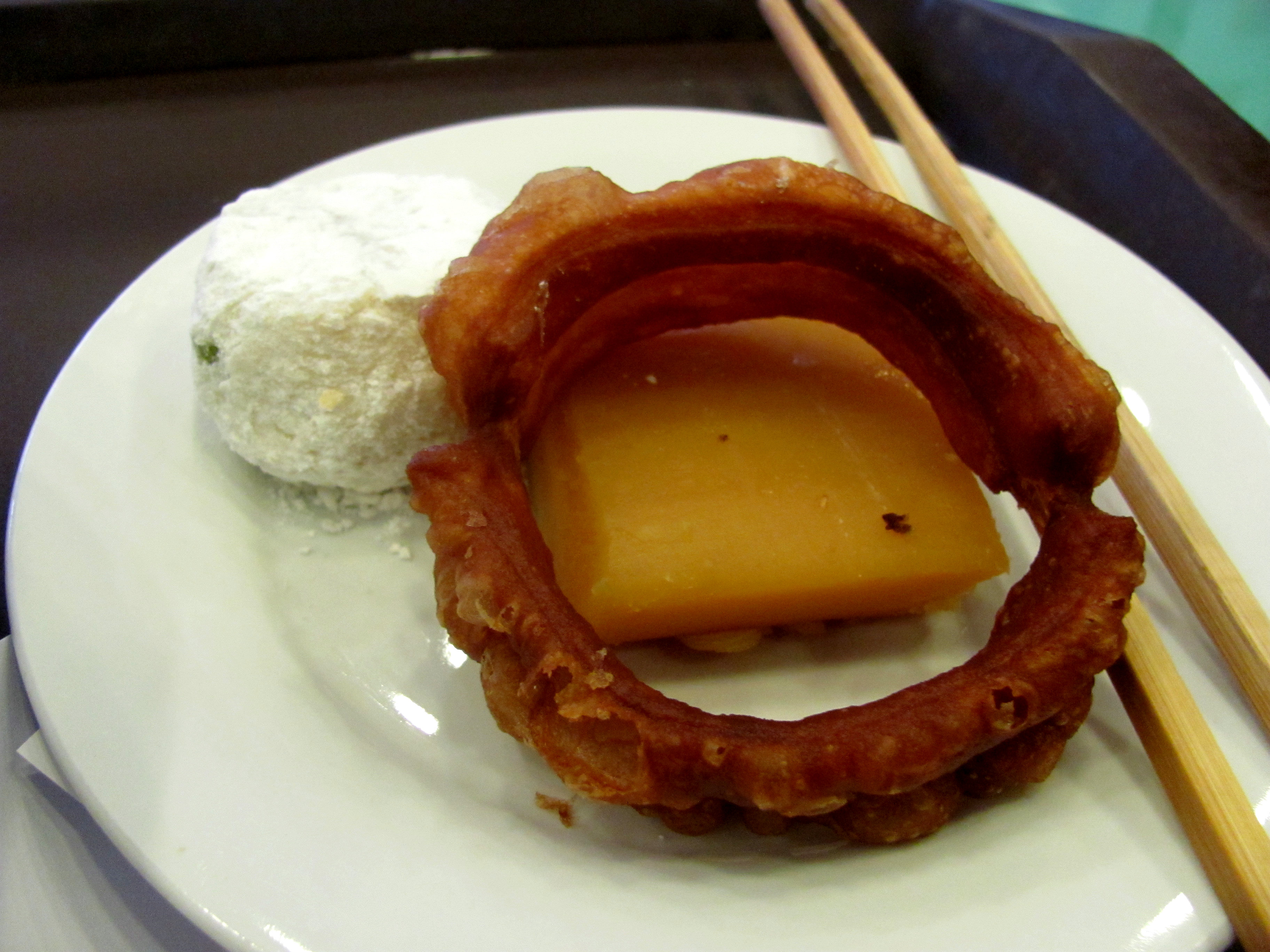
图左上方白色物为艾窝窝

現盛訛傳其出處於清朝乾隆帝香妃前夫艾買提，做出這祖傳回民糯米糰子點心，藉此與香妃暗通信息。實際早於明朝万历年间，太监刘若愚在《酌中志》曾记载：“以糯米饭夹芝麻糖为凉糕，丸而馅之称为窝窝。”艾窝窝传统上由回民餐馆制作出售，上市时间为春节前后至夏末秋初。明代章回小說《金瓶梅》亦曾有記載當時一種流行小食「愛窩窩」。後世著的《燕都小食品雜詠》中形容艾窩窩作：「白粉江米入蒸鍋，雜錦餡兒粉麵搓。渾似湯圓不待煮，清真喚作愛窩窩。」 
成品艾窝窝外观球状，颜色洁白类似雪球。其制作方法是以糯米饭搓入蒸过的熟面粉晾凉后，按扁为皮；包裹白糖、芝麻、核桃仁、瓜子仁、青梅、山楂糕等混合成的馅，但是餡料沒有硬性準則。